# Алтамурас, Иоаннис

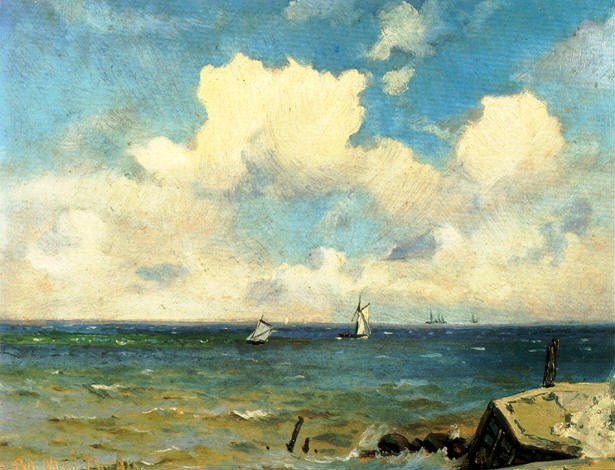
Altamouras-ioannis-thalassografia
Θαλασσογραφία (1874). Λάδι σε χαρτόνι, 24 εκ. x 30 εκ. Συλλογή Τραπέζης της Ελλάδος.

Иоаннис Алтамурас (греч. Ιωάννης Αλταμούρας, Флоренция или Неаполь, Италия 1852 — Спеце, Греция 1878) — видный греческий художник-маринист 19-го века, представитель Мюнхенской школы греческой живописи.

## Биография
Иоаннис Алтамурас родился в Италии 1852 г., в городах Флоренция или Неаполь (не выяснено). Отцом его был итальянский художник и революционер Francesco Saverio Altamura, а матерью Элени Букура, одна из первых греческих художниц, родом из богатой семьи острова Спеце.
Когда Иоаннису исполнилось 7 лет, отец оставил семью. Мать с Иоаннисом и младшей дочкой Софией переселилась в Афины, а затем на остров Спеце, чтобы обеспечить семью.
Склонность Иоанниса к живописи проявилась с малых лет.
Он был принят в Афинскую школу изящных искусств, где учился живописи у художника Никифороса Литраса (1871—1872).
Получив стипендию короля Греции Георга I, Алтамурас продолжил учёбу в городе Копенгаген, Дания (1873—1876 гг.), где учился живописи у Carl Frederik Sørensen.
В 1875 г., будучи ещё в Копенгагене, Алтамурас выслал на Афинскую выставку Олимпия свою работу «Порт Копенгагена», которая получила серебряную медаль.
Вернувшись в Грецию, Алтамурас открыл своё ателье в Афинах, но вскоре заболел туберкулезом и умер в 1878 году в возрасте всего лишь 26 лет.

## Работы

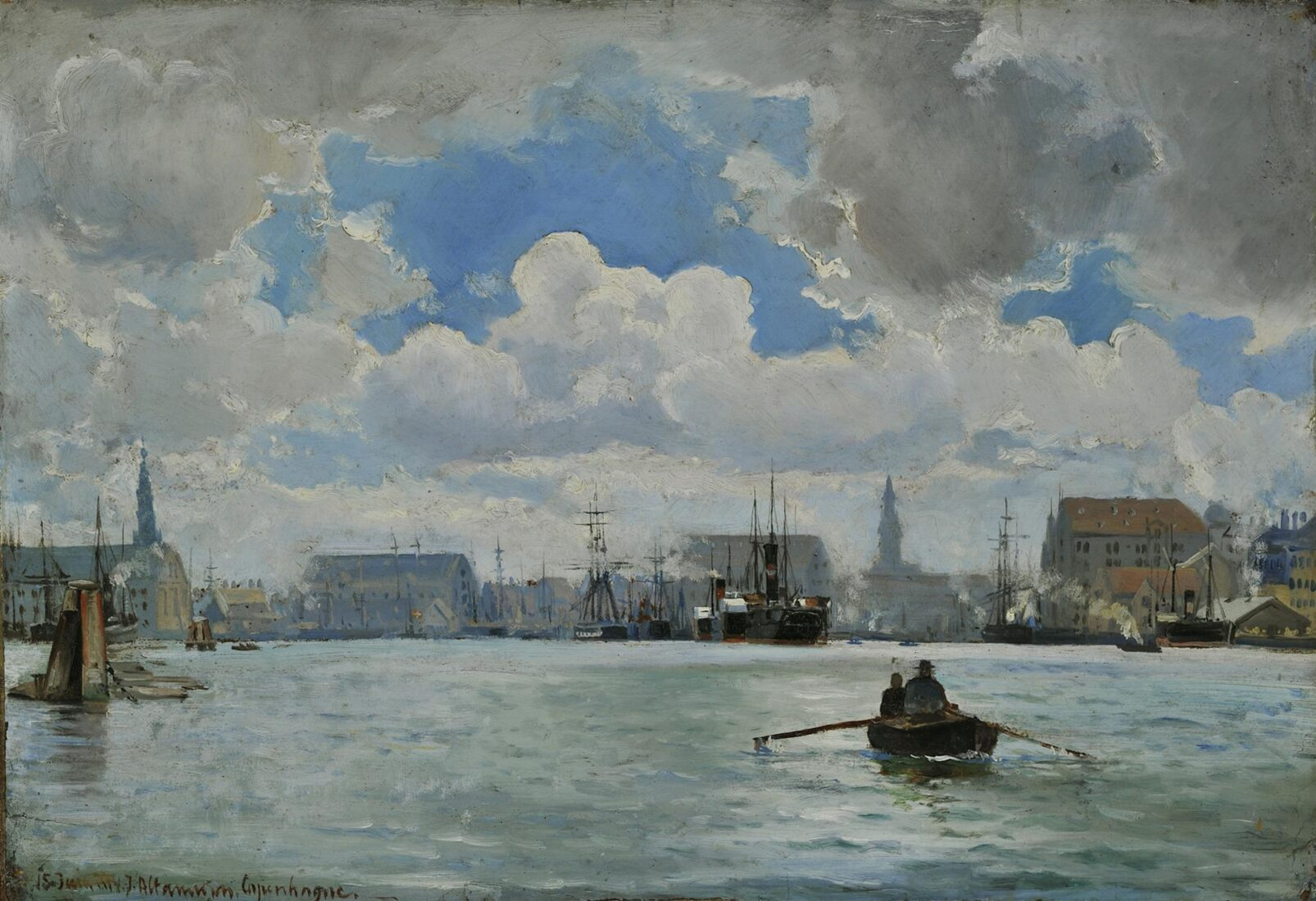
Port of Copenhagen by Ioannis Altamouras

Работы Алтамураса по причине его ранней смерти немногочисленны, но достойны восхищения. Как маринист, он стоит в одном ряду с другим художником 19-го века Воланакис, Константинос.
В 1878 г. (год его смерти) 2 его батальные морские работы — «Сожжение османского фрегата в Эрессос Папаниколисом» (см. Папаниколис, Димитриос) и «Морской бой адмирала Миаулиса (Миаулис Андреас-Вокос) у входа в Патры» были представлены на Парижской международной выставке. Одна из его морских работ была представлена на международной выставке в Риме в 1911 г.
Его морские сцены показывают влияние голландских морских пейзажей 17-го века и французской пленэрной живописи.. Хотя критики и причисляют Алтамураса к Мюнхенской школе греческой живописи, яркость, открытый горизонт и движение в его работах говорят о том, что Алтамурас вышел из строгого академизма Мюнхенской школы и начал ориентироваться на импрессионизм.
Многие из его работ выставлены в Афинской национальной галерее и других музеях Греции.